# 古市次靖
古市 次靖（ふるいち つぐやす、11月11日 - ）は、日本の人形操演（等身大ぬいぐるみ、着ぐるみ）俳優。男性。

## 人物
大阪府出身。
1 over F 合同会社を設立｡
それまでは劇団カッパ座で、東京室長。人形操演、人形制作、演出などを手掛けた。

## 主な出演作品
- つくってあそぼ（1990年4月 - 2013年3月、NHK Eテレ） ゴロリ役で二代目の着ぐるみ操演[3][4][5][6]。

- ノージーのひらめき工房（2013年4月 - NHK Eテレ） ノージー役で着ぐるみ操演